# موغ

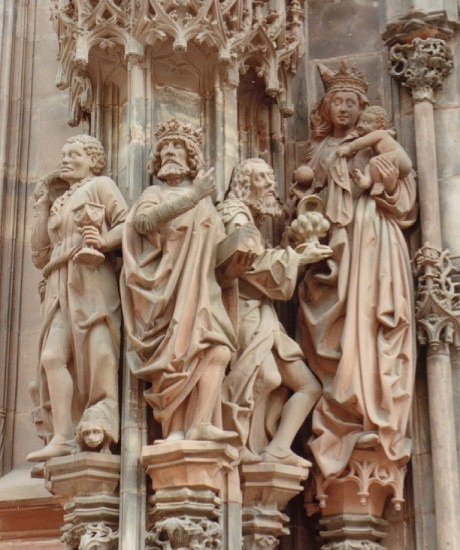

موغ (جمعها موغان بالفارسية) يعني رجل الدين الإيراني وكان من ثلاثة أنواع عبر التاريخ. موغ الميترائی، مادة مادي وموغ المجوسي. وفقًا للتقاليد، كانوا في الأصل عائلة من الميديين كانوا مسؤولين عن الشؤون الدينية. مع وصول الأخمينيين إلى السلطة، استمر المغان في الحفاظ على السلطة الدينية، ولم يعد مجال نشاطهم مقصورًا على الميديين. خلال الساسانية المجوس إلى أدنى رتبة من رجال الدين الرتبة الزرادشتية قيل.

## الموغ في المآخذ
ورد ذكر هذه الكلمة على شكل «ماجو» عدة مرات في نقوش بستون في كرمانشاه وفي أفستا استُخدمت «ماجو» وبجانبها «ماج». كلمة كاهن، التي تشير إلى زعيم الديانة الزرادشتية، من هذا الجذر. تمت ترجمة الكلمة اليونانية باسم "Magvs" في اللاتينية كـ «دخل Mgvs» وتم ترجمة الآرامية كـ "Mjvsha" وفي اللغة العربية "Magi". كان الترويج للإسلام في إيران، المجوس معنى غامضًا وانتشر استخدامه على نطاق واسع بين آخر الأشخاص الذين كانوا مع المجوس * وبعض الأحيان تم العثور على اتصال غامض بإيران. يشير Maghgah أيضًا إلى رجل دين زرادشتية بمعناه العام. لقد قيل الكثير عن دور المغان في التاريخ الديني لإيران.
إن الاختلاف بين الساحر والكاهن من وجهة النظر اليونانية من جهة، والكهنة الزرادشتية في بلاد فارس من جهة أخرى، حير العلماء لأكثر من قرن الآن. من وجهة نظر مولتون، لم يكونوا من الآريين ولا الساميين، بل كانوا قبائل وأعراق أصلية، وفي نفس الوقت أطباء، مستدعي الأرواح والأنبياء. ميسينا ينظر إلى المجوس كأتباع لزرادشت. في رأيه، كانوا مبعوثي زرادشت الذين روجوا لدينه لأول مرة في غرب إيران. دحض ميسينا لاحقًا نظرية مولتون القائلة بأن المجوس كانوا معروفين لدى الإغريق كسحرة وسحرة من العصور القديمة.
من بينهم، تم احترام وتكريم أولئك الذين وصلوا إلى رتبة وموقف الإدراك والإدراك. وفقًا لأفلاطون، فإن المجوس يقصدون خدمة الآلهة. في هذا الصدد، أبولونيوس والديمقراطيون معه. "إن المجوس يعيشوا حياة مقدسة"، ويقول سترابو. تقول سوسيون: "إنهم يمدحون الآلهة بتقديم الذبائح وتلاوة الصلوات، وتستجيب الآلهة لها". يُظهر المجوس ويكشفون طبيعة وجوهر الآلهة ويتحدثون عن العدل ويدينون الأصنام.
لكن بالنظر إلى الأعمال اليونانية، يمكن ملاحظة أن الإغريق لم يكن لديهم الكثير من المعرفة عن المجوس والديانات الشرقية بشكل عام، وفي معظم الحالات كانوا ينظرون إلى المجوس على أنهم ساحر وليس أكثر.
كتب هاشم رضی أن معظم المغان الأصليين كانوا من أتباع زرادشت: في العصور القديمة، كان التاريخ الديني لإيران القديمة، يُطلق على رجال الدين من مختلف الأديان اسم المجوس. وMoghans من ماضي كانت وMoghans من الدجال منفصلة عن Moghans من الميثراسية. نصوص Gathas، المجوس Mithraic و Krpnha هي. كاربان أو موغان من ميثرايسم هم أولئك الذين قدموا، أثناء ظهور زرادشت الثاني، أفكارهم الغنوصية والصوفية في الحكمة والتصوف في إيران فيما بعد وحرموا زرادشت كنسياً.
تتفق النصوص الكلاسيكية والإسلامية بشكل عام على العلاقة بين الدين الإيراني والاسم موغان. لكن تم ذكر هويته منذ فترة طويلة بحذر، باستثناء مرة واحدة، لم يتم ذكر اسمه في الأفستا. ومع ذلك، كان للمغان أهمية خاصة للمؤرخين اليونانيين والرومانيين منذ زمن هيرودوت كرجال دين من الديانة الفارسية.

## الموغ في الشاهنامه للفردوسي
مصطلح موغ أو موغان أقل ذكرًا في الشاهنامه مثل افستا، بدلاً من الكلمة أعلاه، غالبًا ما يشار إليه باسم مباد وهربود. ومع ذلك، فإن مصطلح المجوس في وقت بهرام غور، وعندما يكون المريخ في ذروة السلطة الملكية، كانت ليلة مجهول بعيدًا في أحد حدود البلاد التي وصفتها برغبتها في أن يكون الوتر يعزف على القيثارة، كانت:
شود ماهیار ایدر امشب جوان
گروگان کند پیش مهمان روان
زن چنگ زن، چنگ در بر گرفت
نخستین خروش «مغان» درگرفت
نقطة مهمة وتاريخية في هذه الآيات هي هدير المغان، الذين كانوا معروفين على ما يبدو للشعوب القديمة والعصور الوسطى بزئير المغان. تشير بعض النصوص القديمة إلى موغان باعتباره حارس النار في معبد النار، والذي كان يتلو أحيانًا آيات من أفستا بصوت عالٍ ليلاً ونهارًا. فسر شاهنامه هذه القراءة البليغة على أنها صاخبة، وفقًا لموغان شاهنامه، يجب أن يكون لديهم وظيفة رجال الإطفاء في معبد النار.

## التاریخ
يعتبر أرسطو أن موغان أكبر من المصريين، وفي الأعمال اليهودية، مثل سفر إرميا، ورد ذكر كلمة ماجوس التي تشير إلى موغان.

## موغان في العالم الغربي
من الجدير بالذكر أن المغان كانوا معروفين أيضًا عند الغربيين كمجموعة غامضة، وكلمة ماجيك أو ما شابه ذلك في اللغات الأوروبية (بمعنى السحر) مشتقة من كلمة Magi.
كما أن كلمة المغناطيس والمغناطيسية (وشكلها الفارسي هو المغناطيسية) إلى جانب كلمة السحر، مشتقة من أصل الكلمة الفارسية «ماج» المشتقة من اسم المجموعة الإيرانية موغان.